# Vertrieu
Vertrieu ist eine französische Gemeinde mit 605 Einwohnern (Stand: 1. Januar 2022) im Département Isère in der Region Auvergne-Rhône-Alpes. Sie gehört zum Arrondissement La Tour-du-Pin und zum Kanton Morestel. Die Einwohner werden Vertrolands genannt.

## Geografie
Vertrieu ist die nördlichste Gemeinde des Départements Isère. Sie liegt am linken, südlichen Ufer des Rhôneknies gegenüber der Stadt Lagnieu, etwa 43 Kilometer ostnordöstlich von Lyon. Die Rhône markiert hier die Grenze zum Département Ain. Umgeben wird Vertrieu von den Nachbargemeinden Saint-Sorlin-en-Bugey im Norden und Nordosten, Sault-Brénaz im Osten und Südosten, Porcieu-Amblagnieu im Südosten, Parmilieu im Süden, La Balme-les-Grottes im Südwesten sowie Lagnieu im Westen und Nordwesten.

## Bevölkerungsentwicklung
| Jahr                       | 1962 | 1968 | 1975 | 1982 | 1990 | 1999 | 2006 | 2013 | 2021 |
| Einwohner                  | 271  | 263  | 284  | 284  | 396  | 469  | 613  | 661  | 602  |
| Quellen: Cassini und INSEE |      |      |      |      |      |      |      |      |      |

## Sehenswürdigkeiten
- Kirche Saint-Laurent
- Alte und Neue Burg Vertrieu
- Rhônebrücke aus dem 3. Quartal des 20. Jahrhunderts, Monument historique[1]

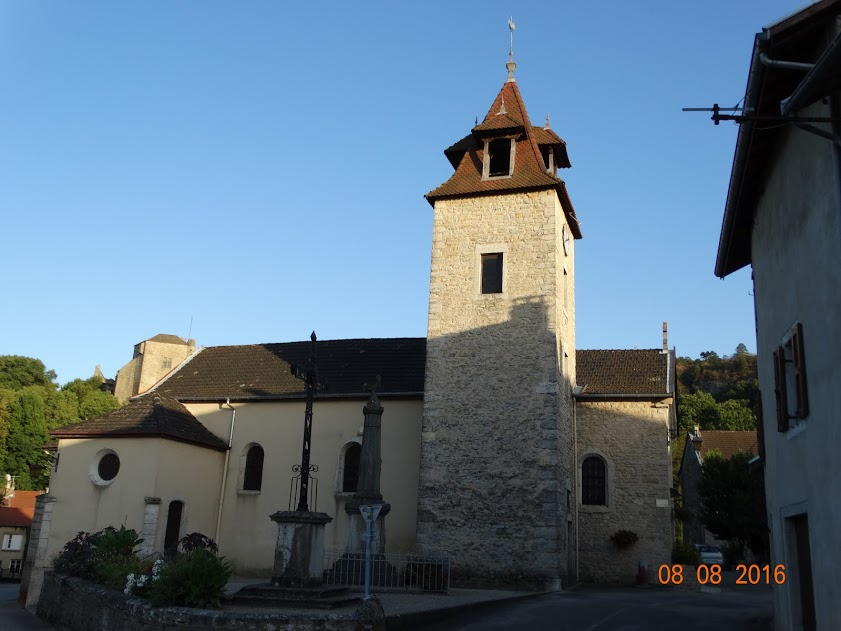
Kirche Saint-Laurent
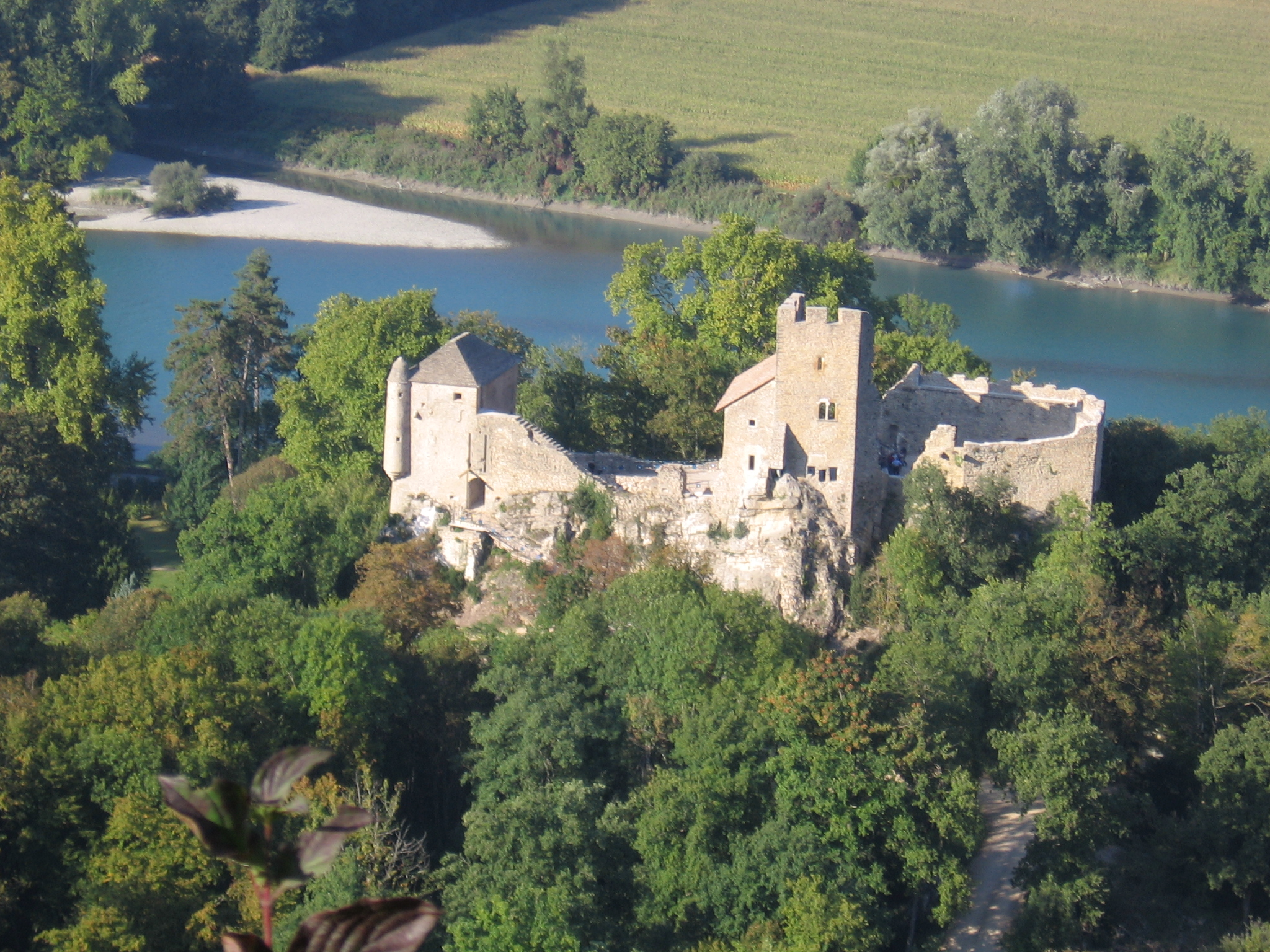
Alte Burg Vertrieu
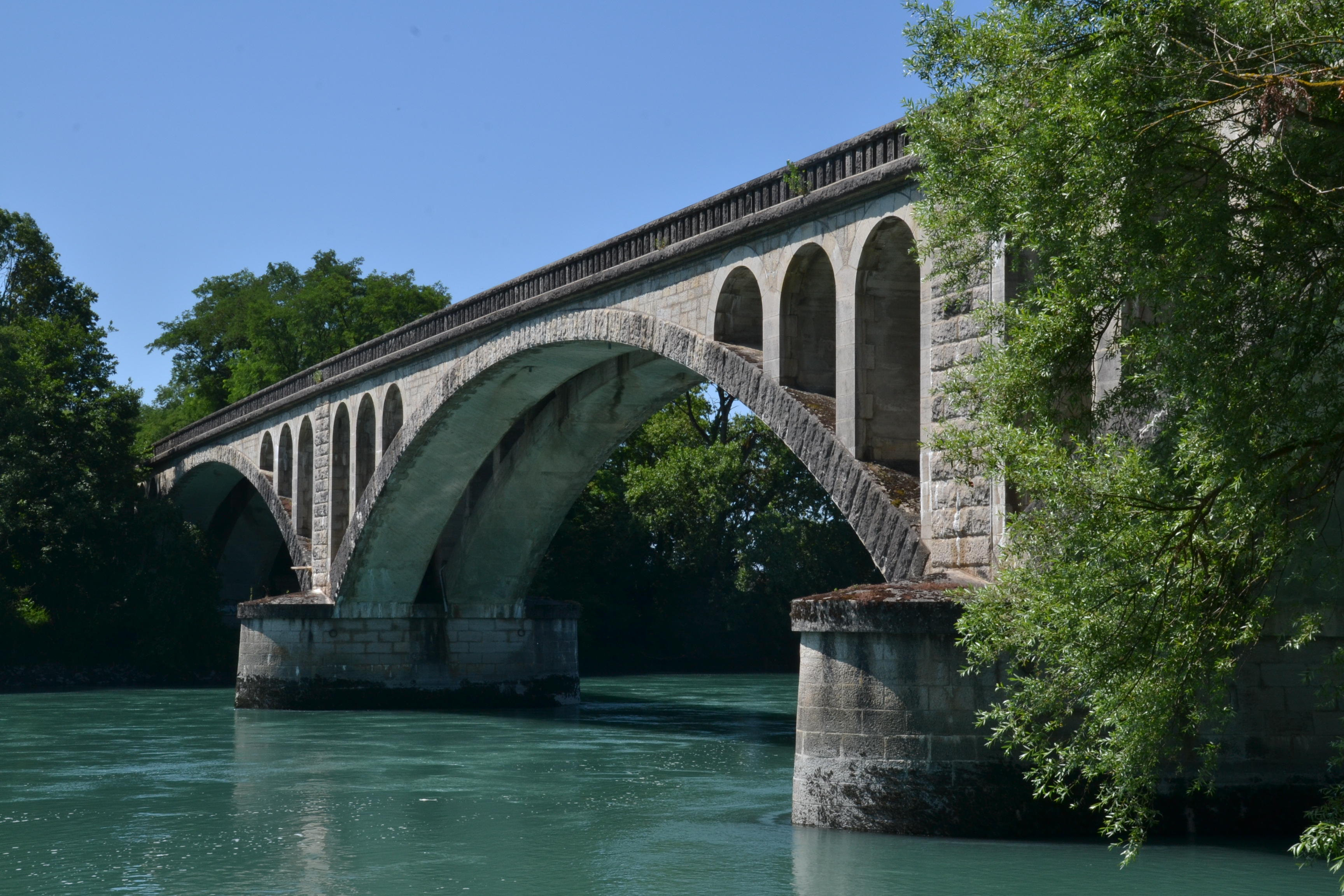
Rhonebrücke zwischen Vertrieu und Lagnieu

## Belege
1. ↑  Rhônebrücke auf pop.culture.gouv.fr (französisch)9